# Чемпіонат Швейцарії з хокею 1977
Чемпіонат Швейцарії з хокею 1977 — 66-й чемпіонат Швейцарії з хокею (Національна ліга А). Чемпіонат пройшов за торішньою формулою, команди зіграли між собою по 4 матчі. За підсумками чотирьох кіл виявили чемпіона, СК «Берн» (5 титул). НЛА покинув «Цуг», який вибув до НЛБ.

## Підсумкова таблиця
| М  | Команда         | І  | Пер | Н | Пор | ШЗ  | ШП  | О  |
| -- | --------------- | -- | --- | - | --- | --- | --- | -- |
| 1. | СК «Берн»       | 28 | 19  | 3 | 6   | 162 | 88  | 41 |
| 2. | ХК «Лангнау»    | 28 | 19  | 1 | 8   | 146 | 119 | 39 |
| 3. | ХК «Біль»       | 28 | 14  | 5 | 9   | 124 | 114 | 33 |
| 4. | «Ла Шо-де-Фон»  | 28 | 13  | 3 | 12  | 115 | 116 | 29 |
| 5. | ХК «Клотен»     | 28 | 10  | 5 | 13  | 125 | 142 | 25 |
| 6. | ХК «Сьєр»       | 28 | 10  | 2 | 16  | 108 | 143 | 22 |
| 7. | ХК Амбрі-Піотта | 28 | 9   | 1 | 18  | 113 | 154 | 19 |
| 8. | «Цуг»           | 28 | 6   | 4 | 18  | 96  | 113 | 16 |

## Чемпіонський склад СК «Берн»
- Воротарі: Юрг Яггі, П'єр-ІВ Айсенрінг
- Захисники: Ладіслав Беначка, Улі Гофман, Біт Кауфманн, Г'юґо Лойенбергер, Жан-Клод Лохер, Марс'яль Расін, Паскаль Нігг
- Нападники: Пол-Андре Кадьо, Роланд Делльспергер, Джованні Конте, Урс Долдер, Ріккардо Фюрер, Ренцо Гольцер, Ярослав Крупічка, Семюел Лапперт, Фреді Лохер, Серж Мартель, Рольф Мойслі, Петер Роннер, Бруно Віттвер, Фріц Вісс, Бруно Захнд
- Головний тренер: Пол-Андре Кадьо

## Найкращі бомбардири
1. Серж Мартель (СК «Берн») - 51 очко (34+17)
2. Бруно Віттвер (СК «Берн») - 46 очок (20+26)